# Breckenridge (Texas)
Breckenridge é uma cidade localizada no estado norte-americano de Texas, no Condado de Stephens.

## Demografia
Segundo o censo norte-americano de 2000, a sua população era de 5868 habitantes. 
Em 2006, foi estimada uma população de 5671, um decréscimo de 197 (-3.4%).

## Geografia
De acordo com o United States Census Bureau tem uma área de 
10,8 km², dos quais 10,8 km² cobertos por terra e 0,0 km² cobertos por água. Breckenridge localiza-se a aproximadamente 367 m acima do nível do mar.

## Localidades na vizinhança
O diagrama seguinte representa as localidades num raio de 40 km ao redor de Breckenridge. 